# RAF Ingham
RAF Ingham (pod nową nazwą RAF Cammeringham od listopada 1944) – baza RAF działająca w latach 1942–1946, zlokalizowana koło miejscowości Ingham (hrabstwo Lincolnshire) w odległości ok. 17 km na północ od Lincoln. Początkowo baza była pomocnicza dla bazy RAF Hemswell, a następnie służyła dywizjonom 300 i 305 Polskich Sił Powietrznych oraz eskadrom angielskim. Po 1946 została zlikwidowana, pozostały tylko fragmenty drogi kołowania.